# لويس هال (لاعب كرة قدم)
لويس هال (بالإنجليزية: Lewis Hall) هو لاعب كرة قدم بريطاني، ولد في 8 سبتمبر 2004.